# 新埔文昌祠
24°49′45″N 121°04′30″E / 24.829215°N 121.074958°E
新埔文昌祠，是位於臺灣新竹縣新埔鎮新民里的廟宇，為該縣最早的文昌祠，在1949年焚毀後，近半世紀後才以小學活動中心暨文昌紀念館的名義重建，2001年12月落成。

## 歷史沿革

#### 早期歷史
新埔文昌祠為貢生陳學光在道光廿三年（1843年）所倡建，為新竹縣僅有的3座文昌祠中最早設立的。
《新竹縣採訪冊》卷五．竹北堡碑碣：
|  | 新埔文昌祠碑：...今夫天地菁莪之氣，因時而始洩其奇；聖神教澤之功，得地而益宏其化。余前於乙末鄉試後停車此地，主林有朋兄家，款洽甚殷。次年，即延請教讀，擇茅屋數間為教讀地。居是者三年，覺藏修游息，胸次灑然。乃知讀書之人，貴得其地；菁莪造士，域樸作人，有由然也。... |

光緒七年（1881年）陳朝綱發起重建，爾後他亦重修了新莊廣福宮。
《新竹縣採訪冊》卷五．竹北堡碑碣：
|  | 重建新埔文昌祠碑：...重聖天子興文教而風行海表，率土普天罔弗祗順德意，思自濯磨，以仰答文治。歲春秋二仲，耀奠先師兼隆文昌之祀，其所以風示天下，甚彰彰也。夫帝君文章司命，三年大比，丹桂之籍，實秉權衡。文士廁身藝林，讀聖賢書，可弗思所自來歟！... |

廟宇在1895年時曾收容逃難的廣東人，日治時期則作為新埔國小的前身。
1949年燬於大火時唯有文昌帝君神位倖免於難，地方人士就把該神位暫厝在新埔國小校長室，待日後重建時取回。但後來部分廟地被劃入新星國小用地，導致難以重建。1955年及1960年，基地上舊地號366、新地號800、801的兩筆土地由廟方管理人租給新埔鎮農會，之後1964年興建糧食局倉庫。

#### 重建過程

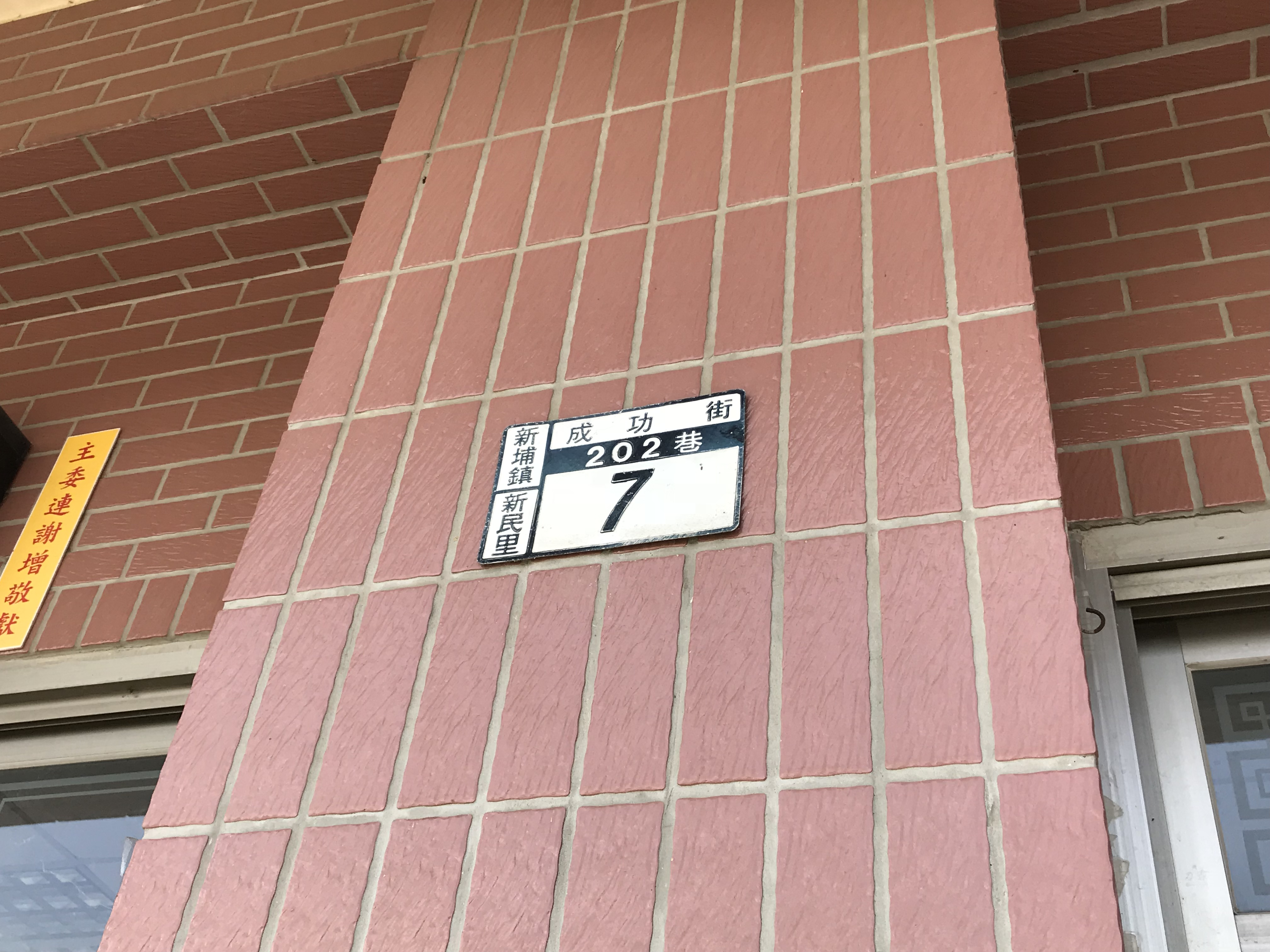
新埔文昌祠位在新民里成功街202巷7號。

在關西文昌祠、芎林文林閣先後重建後，重建新埔文昌祠的聲浪也再起。鎮民代表詹火炎於臨時動議上要求鎮公所積極推動文昌廟重建，於是鎮長蔡文正在1994年3月26日答覆，說已在前一日與文昌祠管理員楊熹修溝通，表示會籌組全鎮性、公開性的重建委員會。
1995年2月16日，蔡文正邀請地方耆老，討論重建事宜，定該月25日邀集地方各界人士召開座談會。4月8日，重建委員會與新埔鎮農會在鎮公所協商，以取回被作為生鮮超市的原廟地。該年，新埔鎮農會將糧食局倉庫報廢，歸還366舊地號的土地，但678地號未歸還。12月2日舉行破土典禮後，同月11日第一次文昌祠重建委員會大會上，對於建祠所需5000萬元經費，會中決議請求縣府給予補助450萬元，其餘新埔人募捐，由蔡文正首先認捐20萬元。
1996年1月9日，蔡文正以重建委員會主委身分與新竹縣政府協商，由縣長范振宗主持，討論向新星國小索取廟地的事宜。教育局國教課長莊錦堂指出，新星國小公共設施保留地徵收計畫，在1999年期滿前都不可移作他用。蔡文正、廖運福、劉昌澄等地方人士則全力反駁指出，建廟需要校方100多坪的土地，與校園高度落差達20餘公尺，且為長條型，學校根本無法利用。新星國小校長彭世清回應，這塊土地即使投資數千萬元整地，仍難利用。最後，范振宗結論為同意讓地方先行使用校地興建文昌祠，但1999年之前教育局若確實要用該地，則必須拆除。多年的文昌祠重建主要障礙因此排除。　
同年4月30日，重建委員會在鎮公所開會，談及重建曾失敗過一次，此次定要全力重建，不要再被民眾當成笑話，若能重建成功則可增加鎮民對地方的信心，應儘早協調設計公司與建築師，以盡快申請建照。6月28日，蔡文正在重建委員會議發論說，雖縣府要他們立切結書如學校要收回須無異議拆除，但沒有地方首長想得罪三萬多名的鎮民，因此他主張現在立即動工，遂以23票贊成、1票反對的結果，通過重建。7月18日，范振宗召開協調會，決議以地主新星國小為新埔文昌祠的起造人並讓廟宇以國小活動中心暨文昌紀念館之名義興建，1樓當停車場，2樓為活動中心，3樓作文昌紀念館。
1997年1月27日，重建委員在聽取林岳爐及盧煥文兩位建築師的設計規劃後，經53位委員投票，由林岳爐所屬的大岳公司得標，負責設計。文史工作者羅吉畑亦找出了新埔文昌祠的老照片，作為重建重要參考。林岳爐仿效成都廟宇風格，以此設計二重式的屋頂。
初期工程發包不順利，流了兩次標，委員會只好自己請人、出錢先整地打地基，居民范錦洲、羅吉畑還自己準備抽水機幫忙。1998年4月27日，委員決定開始對外募款，並慰留欲請辭的蔡文正、林茂棠。9月3日，林岳爐委由中國大陸師傅雕刻的新埔文昌祠模型在新埔鎮長辦公室公布，樓高8樓，但只有4層，以凸顯雄偉、寬廣的格局。12月7日舉行上梁大典。
因經費短缺，無法按時付款，鎮長范曰富在1999年1月29日的里鄰長座談會，呼籲里鄰長們在里鄰間積極為重建募款。3月2日，范曰富等人再度慰留受謠言困惱的蔡文正。

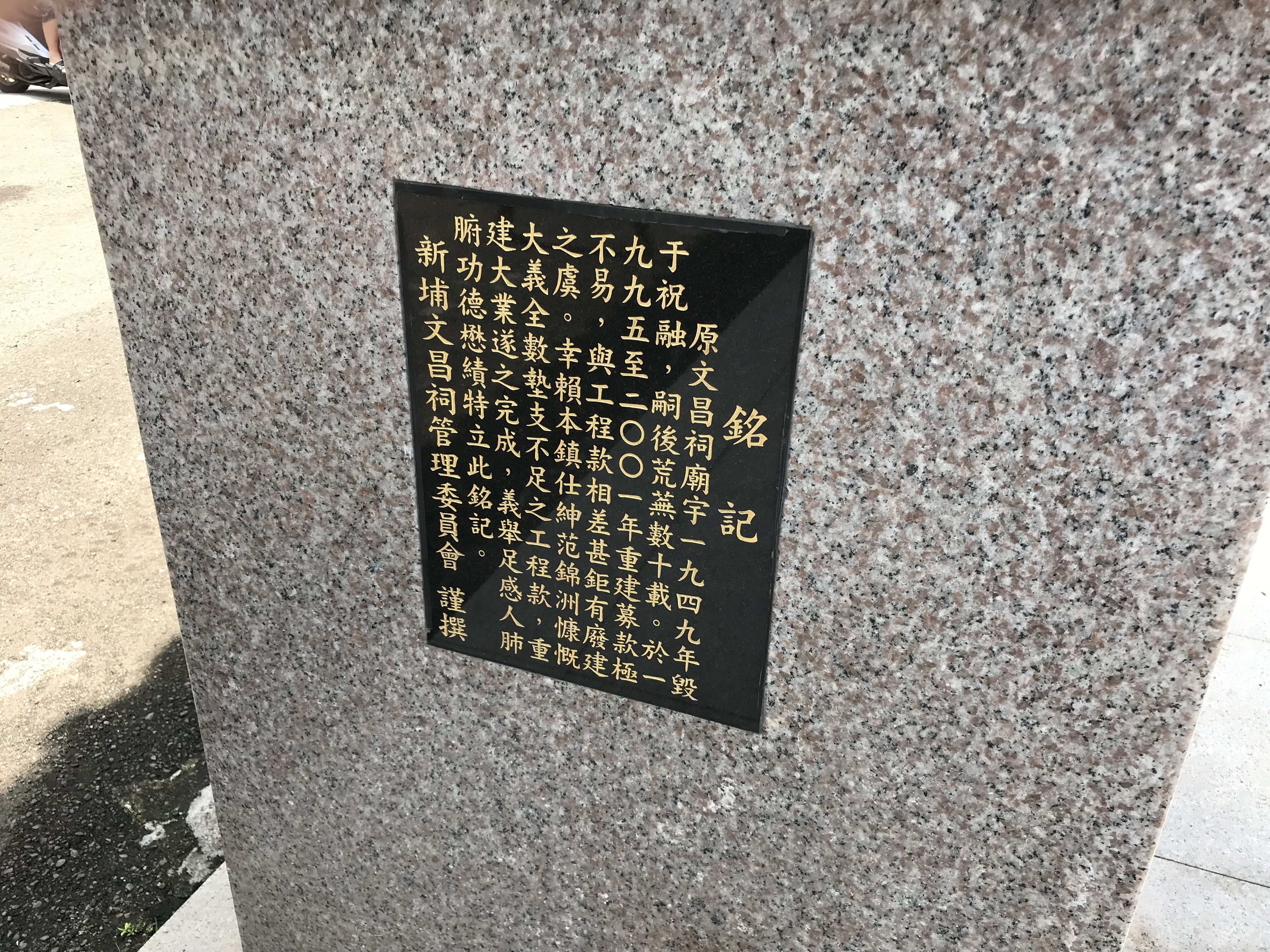
廟方記載為范錦洲捐錢以墊支不足的工程款。

在2001年3月報導時，總工程經費所需的5000多萬元中，只募得2000萬元左右，而蔡文正不再積極參與重建，由范曰富在15日被推選為重建主委。5月，高等法院駁回廟方要求農會歸還成功段678號土地一案。10月2日，有民眾印製傳單夾報，抗議新埔農會侵占廟產。
2001年12月2日，農曆十月十八，舉行落成典禮。

## 祭祀活動
祭祀五文昌，陪祀6名考取功名的秀才。
在清治到日治時，香火盛極一時，祭祀區域包含新埔、竹北、新豐及湖口等四個鄉鎮。焚毀到重建期間，每年教師節，新埔國小會祭拜暫放校內的文昌帝君神位。蔡文正在推動重建時曾感嘆，除老一輩會帶子孫去新埔國小拜外，新埔年輕一輩多不知道當地曾有文昌祠的存在。
重建後，新埔國中每年大考之前都會安排畢業生前往祭拜，當地的文史工作者黃有福會擔任司儀。祭品依古禮有代表「五牲全副」的雄雞、豬腳、鯉魚、魷魚、灌腸，及「果粄五種」的龍眼、紅棗、蓮子、芹菜、發粄，另加近代新增的粽子。